# إنجونغ ملك غوريو
إنجونغ ملك غوريو (ولد في 29 أكتوبر 1109 ومات في 10 أبريل 1146، وحكم من عام 1122 وحتى وفاته) هو الحاكم السابع عشر لمملكة غوريو الكورية. في عهده سقطت سلالة سونغ الشمالية الصينية وسيطرت سلالة جِن على شرق آسيا، كما كُتب في عهده وبأمره كتاب تاريخ الممالك الثلاث (سَامْغُكْ سَاغِي أو 삼국사기) على يد المؤرخ والمسؤول الحكومي كم بو شك ويعتبر أقدم كتاب كوري عُثر عليه.

## العائلة
- الأب: والده هو الملك ييجونغ (예종)
- الجد: الملك سكجونغ (숙종)
- الجدة: الملكة ميونغي من عشيرة جونغجو يو (명의왕후 유씨).
- الأم: الملكة سُندوك من عشيرة إنتشون إي (순덕왕후 이씨).
- والد الأم: إي جا غيوم (이자겸).
- الزوجات والأبناء:
  - الملكة غونغيي من عشيرة إم جانغهنغ (공예왕후 임씨).
    - الملك ويجونغ (의종).
    - الأمير دايريونغ (대령후).
    - الملك ميونغجونغ (명종).
    - الأمير وونغيونغ (원경국사).
    - الملك شنجونغ (신종).
    - الأميرة سُنغيونغ (승경궁주).
    - الأميرة دوكنيونغ (덕녕궁주).
    - الأميرة تشانغراك (창락궁주).
    - الأميرة يونغهوا (영화궁주).

  - الملكة سونبيونغ من عشيرة كم غانغرنغ (선평왕후 김씨).
  - الأميرة يوندوك المخلوعة من عشيرة إي إنتشون (폐비 연덕궁주 이씨).
  - الأميرة بوكتشانغ المخلوعة من عشيرة إي إنتشون (폐비 복창원주 이씨).

## التصوير الحديث
- مسلسل عصر المحاربين من عرض قناة KBS في سنة 2003، وقام بأداء دوره الممثل إي سونغ هو.

## الإشارات والمراجع

### الإشارات والمراجع الرقمية
1. ↑  Ki-baek Yi. Page 167.
2. ↑  Ki-Moon Lee, S. Robert Ramsey. Page 37.